# سانت لويس (السنغال)
سانت لويس (بالولوفية:Ndar) هي مدينة تقع على الساحل الشمالي الغربي للسنغال، عند مصب نهر السنغال، عدد سكانها حوالي 170.000 نسمة. تأسست عام 1659 عندما استقر الفرنسيون في أفريقيا.

## المناخ
يظهر الجدول التالي التغييرات المناخية على مدار السنة لسانت لويس:
| البيانات المناخية لـسانت لويس     | البيانات المناخية لـسانت لويس | البيانات المناخية لـسانت لويس | البيانات المناخية لـسانت لويس | البيانات المناخية لـسانت لويس | البيانات المناخية لـسانت لويس | البيانات المناخية لـسانت لويس | البيانات المناخية لـسانت لويس | البيانات المناخية لـسانت لويس | البيانات المناخية لـسانت لويس | البيانات المناخية لـسانت لويس | البيانات المناخية لـسانت لويس | البيانات المناخية لـسانت لويس | البيانات المناخية لـسانت لويس |
| الشهر                             | يناير                         | فبراير                        | مارس                          | أبريل                         | مايو                          | يونيو                         | يوليو                         | أغسطس                         | سبتمبر                        | أكتوبر                        | نوفمبر                        | ديسمبر                        | المعدل السنوي                 |
| --------------------------------- | ----------------------------- | ----------------------------- | ----------------------------- | ----------------------------- | ----------------------------- | ----------------------------- | ----------------------------- | ----------------------------- | ----------------------------- | ----------------------------- | ----------------------------- | ----------------------------- | ----------------------------- |
| الدرجة القصوى °م (°ف)             | 38 (100)                      | 41 (106)                      | 42 (108)                      | 45 (113)                      | 43 (109)                      | 44 (111)                      | 38 (100)                      | 38 (100)                      | 41 (106)                      | 42 (108)                      | 41 (106)                      | 40 (104)                      | 45 (113)                      |
| متوسط درجة الحرارة الكبرى °م (°ف) | 30.5 (86.9)                   | 32.2 (90.0)                   | 32.7 (90.9)                   | 31.7 (89.1)                   | 30.3 (86.5)                   | 30.4 (86.7)                   | 30.7 (87.3)                   | 31.5 (88.7)                   | 32.3 (90.1)                   | 33.7 (92.7)                   | 33.4 (92.1)                   | 31.0 (87.8)                   | 31.7 (89.1)                   |
| متوسط درجة الحرارة الصغرى °م (°ف) | 15.2 (59.4)                   | 16.5 (61.7)                   | 17.4 (63.3)                   | 18.0 (64.4)                   | 19.4 (66.9)                   | 22.4 (72.3)                   | 24.4 (75.9)                   | 25.0 (77.0)                   | 25.1 (77.2)                   | 23.5 (74.3)                   | 19.5 (67.1)                   | 16.4 (61.5)                   | 20.2 (68.4)                   |
| أدنى درجة حرارة °م (°ف)           | 7 (45)                        | 7 (45)                        | 13 (55)                       | 10 (50)                       | 12 (54)                       | 17 (63)                       | 18 (64)                       | 20 (68)                       | 18 (64)                       | 10 (50)                       | 8 (46)                        | 11 (52)                       | 7 (45)                        |
| الهطول مم (إنش)                   | 1.5 (0.06)                    | 1.9 (0.07)                    | 0.2 (0.01)                    | 0 (0)                         | 0.1 (0.00)                    | 6.8 (0.27)                    | 40.2 (1.58)                   | 94.3 (3.71)                   | 92.3 (3.63)                   | 23.0 (0.91)                   | 0.3 (0.01)                    | 0.7 (0.03)                    | 261.3 (10.28)                 |
| متوسط الرطوبة النسبية (%)         | 44.0                          | 49.5                          | 56.5                          | 65.0                          | 69.5                          | 76.0                          | 78.5                          | 80.0                          | 78.5                          | 70.0                          | 54.0                          | 45.0                          | 63.9                          |
| ساعات سطوع الشمس الشهرية          | 241.8                         | 238.0                         | 275.9                         | 285.0                         | 282.1                         | 222.0                         | 244.9                         | 248.0                         | 228.0                         | 260.4                         | 246.0                         | 232.5                         | 3٬004٫6                       |
| المصدر #1: NOAA                   |                               |                               |                               |                               |                               |                               |                               |                               |                               |                               |                               |                               |                               |
| المصدر #2: Weatherbase            |                               |                               |                               |                               |                               |                               |                               |                               |                               |                               |                               |                               |                               |

## توأمة
لسانت لويس (السنغال) اتفاقيات توأمة مع كل من:
- ليل
- سانت لويس
- فاس (1981 - )

## أعلام
- عبداللاييه با
- إسماعيلا سار
- أميناتا سو فال
- خادم ندياي
- أمارا تراوري